# ラ・サルヴタ＝シュル＝アグー
ラ・サルヴタ＝シュル＝アグー （La Salvetat-sur-Agout、オック語:La Salvetat d'Agot）は、フランス、オクシタニー地域圏、エロー県のコミューン。

## 地理
ヴェブル川とアグー川の合流地点に位置する。オー・カントン・ド・レロー（fr）と呼ばれる、モンペリエとベジエの後背地を構成する中山間地域に属する。コミューンはタルヌ県と境界を接している。

## 由来
地名は1102年にecclesiam de Salvetasのつづりで証明されている。
salvetatとはオック語のsauvetéと同義語で、ラテン語のsalvitatem（『避難の場所』を意味する）が進化したものである。こうしたsauvetésやsalvetatsは、避難場所や亡命の地を求めてきたということになり、新しい町になった。こうした庇護は通常、フランス南部で12世紀以降教会当局によって組織された。

## 歴史
コミューンへの定住は10世紀にさかのぼる。そこにはサンテティエンヌ・ド・カヴァル礼拝堂と、巡礼者たちが渡る、ヴェブル川に架けられた古い橋があった。安全上の理由から、住民たちは12世紀に岩だらけの山の頂上に定住した。そこはLa Salvetatの名前で証明されるように、要塞化された避難場所だった。カザルの中世の塔から、ギヨーム・ド・ジュルダンは城壁を守った。しかしこの領主は1311年に、サン＝ポンス＝ド＝トミエール大修道院長ピエール4世ロジェおよびアルノー・ド・ロクスフィエールに譲渡、赦免を求め、ラ・サルヴタの城とテロワールに与えられた全ての権利と領地を寄進した。1317年、この大修道院長司教は、バスティッドのいくつかを従属させた。
フランス革命の間、コミューンの市民たちは革命集会に集い、1793年に『共和国協会』が誕生した。
コミューンの名は、ラ・サルヴタまたはラ・サルヴタ＝ダングレス（La Salvetat-d'Anglès）であった。1848年10月17日、ラ・サルヴタはラ・サルヴタ＝シュル＝ラグー（La Salvetat-sur-l'Agout）となった。1958年10月8日のデクレにより、コミューンはラ・サルヴタ＝シュル＝アグーとなった。
2018年1月、ラ・サルヴタ＝シュル＝アグーは『ル・パリジャン』紙の記事になった。極右と関係する30人の共同体の人々が、コミューンを分断しているというのである。2015年、若い女性をメンバーとする音楽グループ、Ultra Sixtiesがラ・サルヴタで結成され、シャンソンの古い歌を様々な場所で繰り返し無料で歌った。翌年、グループはレ・ブリガンド（Les Brigandes）と改名し、レ・ブリガンドは同性愛者やユダヤ人、イエズス会、イスラム教とフリーメイソンに批判的な歌を歌うことで、YouTubeで知られるようになった。この団体はまた、2017年に町中心部に店舗を開き、共同体のメンバーの子供たちを学校に通学させなかった。彼らは、反セクト集団によって特に有名な人物である、ジョエル・ラブリュイエールが運営するバルカ・プロダクションによって、資金提供を受けている · 。
レ・ブリガンドが村の一部の住民たちから非難されても、彼らに対する脅迫だとして、コミューンの首長はグループの活動に対して発言や批判をすることを拒否している。

## 人口統計
| 1962年 | 1968年 | 1975年 | 1982年 | 1990年 | 1999年 | 2006年 | 2016年 |
| ------ | ------ | ------ | ------ | ------ | ------ | ------ | ------ |
| 1532   | 1361   | 1115   | 1174   | 1153   | 1118   | 1194   | 1131   |

参照元:1962年から1999年までは複数コミューンに住所登録をする者の重複分を除いたもの。それ以降は当該コミューンの人口統計によるもの。1999年までEHESS/Cassini、2006年以降INSEE

## ギャラリー
村はフランスの最も美しい村協会の一員であったが、現在は加盟していない。町は、フランスのサンティアゴ・デ・コンポステーラの巡礼路である、トゥールーズの道が通る。

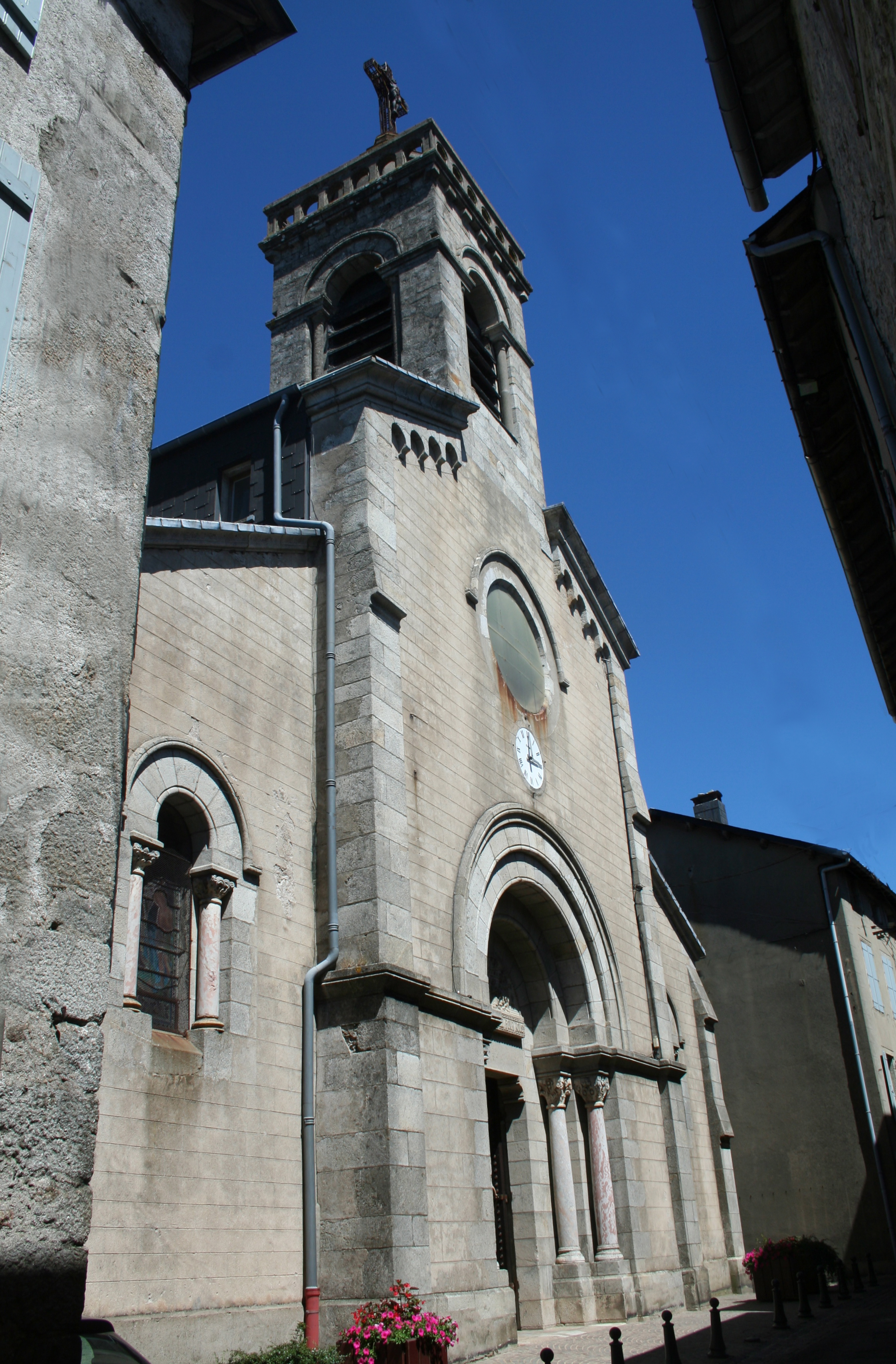
サンテティエンヌ教会
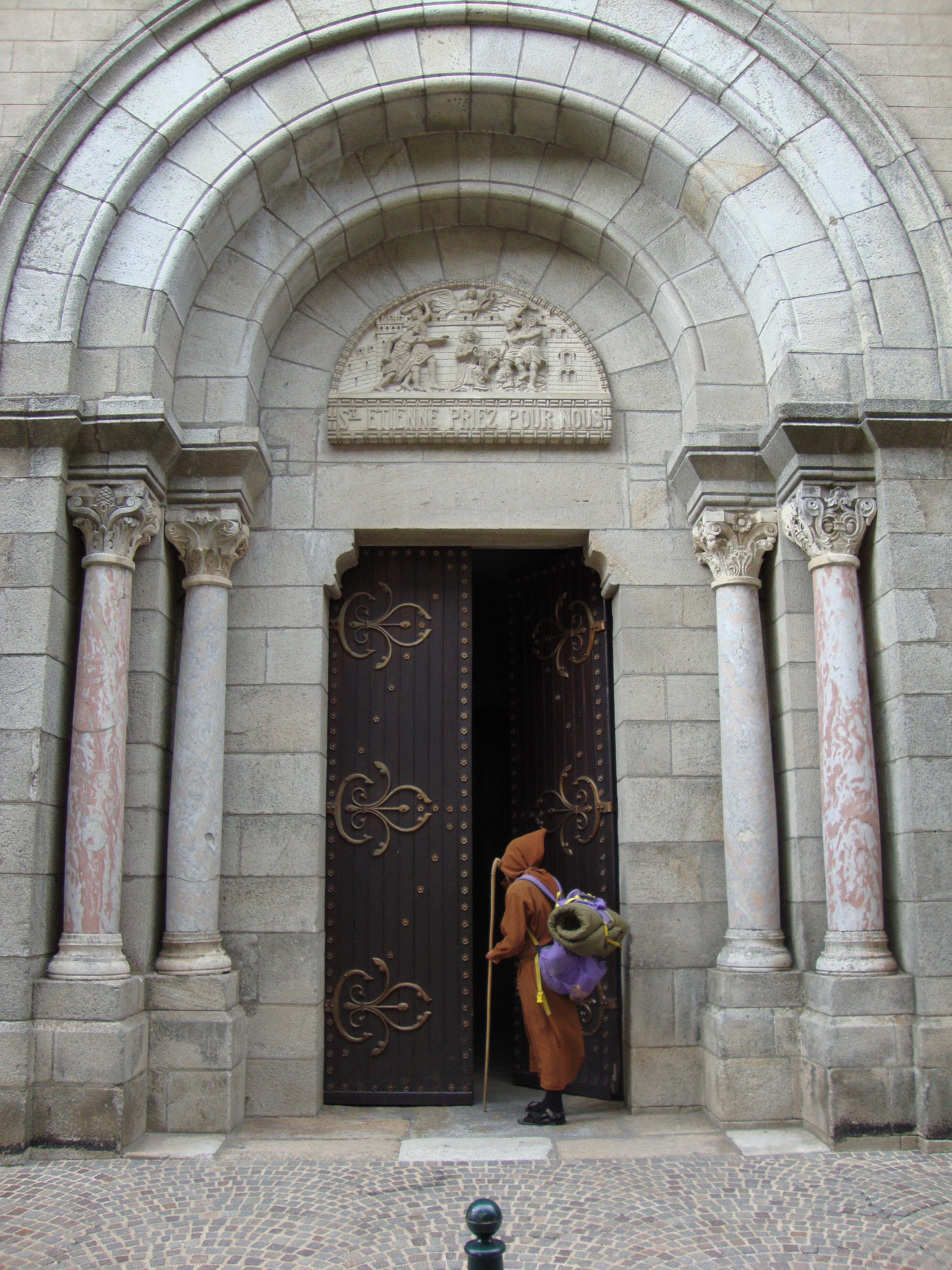
教会の出入り口
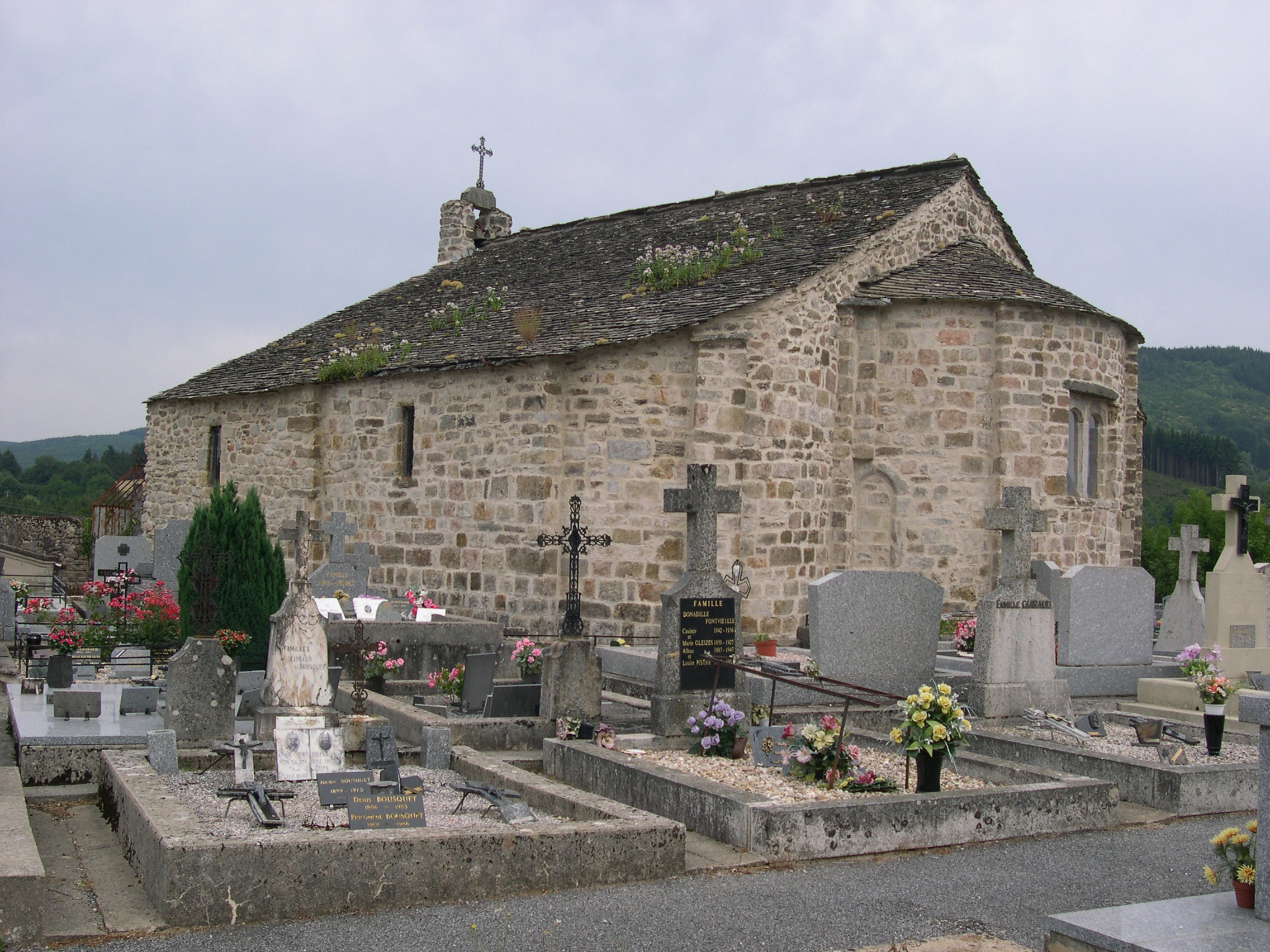
サンテティエンヌ・ド・カヴァル礼拝堂
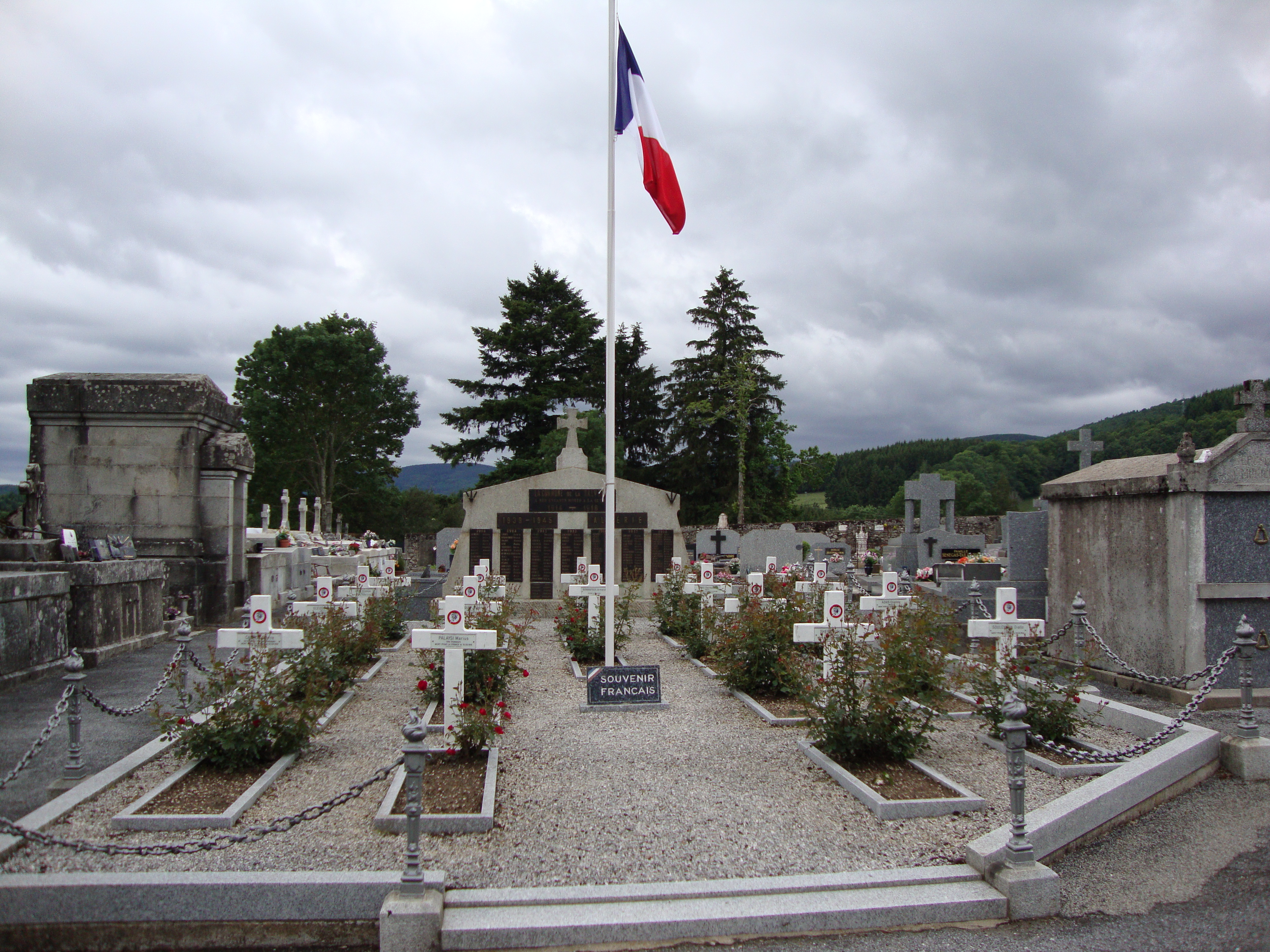
戦死者墓地
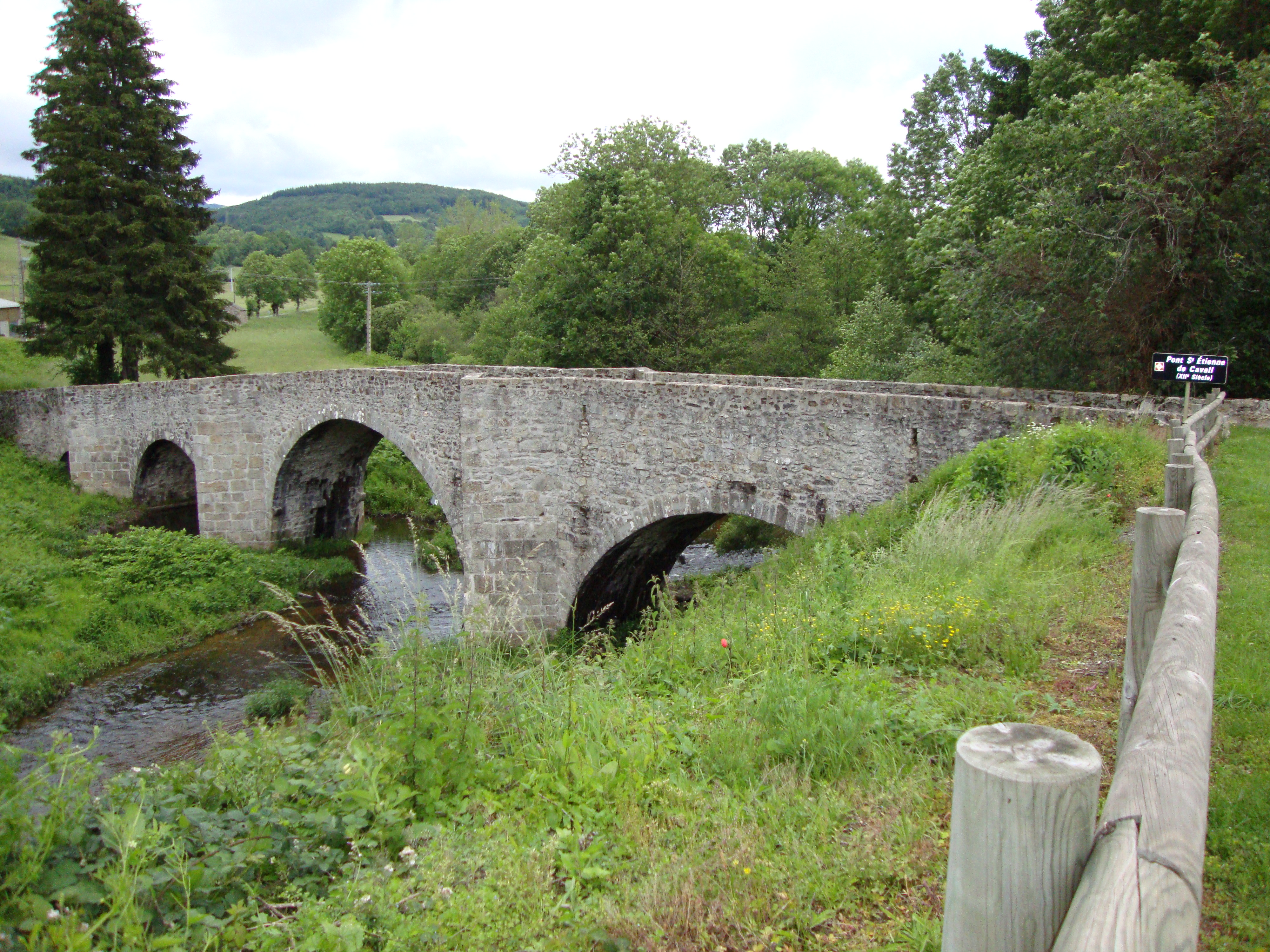
ヴェブル川に架かる橋